# Coulonges-sur-Sarthe
Coulonges-sur-Sarthe är en kommun i departementet Orne i regionen Normandie i nordvästra Frankrike. Kommunen ligger i kantonen Le Mêle-sur-Sarthe som tillhör arrondissementet Alençon. År 2022 hade Coulonges-sur-Sarthe 486 invånare.

## Befolkningsutveckling
Antalet invånare i kommunen Coulonges-sur-Sarthe
| Referens: INSEE |